# Narcissus pseudonarcissus subsp. minor
Narcissus pseudonarcissus subsp. minor es una subespecie de planta bulbosa perteneciente a la familia de las Amarilidáceas. Es originaria del norte de  España en los Pirineos.

## Descripción
Es una planta bulbosa de  narcisos clásicos con pequeñas flores. Es similar a Narcissus asturiensis, pero más grandes. De origen desconocido, puede ser un híbrido. 

## Taxonomía
Narcissus pseudonarcissus subsp. minor fue descrita por (L.) Baker y publicado en Handbook of the Amaryllideae 4, en el año 1888.
Etimología
Narcissus nombre genérico que hace referencia  del joven narcisista de la mitología griega Νάρκισσος (Narkissos) hijo del dios río Cephissus y de la ninfa Leiriope; que se distinguía por su belleza. 
El nombre deriva de la palabra griega: ναρκὰο, narkào (= narcótico) y se refiere al olor penetrante y embriagante de las flores de algunas especies (algunos sostienen que la palabra deriva de la palabra persa نرگس y que se pronuncia Nargis, que indica que esta planta es embriagadora). 
pseudonarcissus: epíteto latino que significa "falso narciso".
minor: epíteto latino que significa "la más pequeña.
Sinonimia
- Narcissus minor L., Sp. Pl. ed. 2: 415 (1762).
- Ajax minor (L.) Herb., Suppl. Pl. Succ.: 111 (1819).
- Diomedes minor (L.) Haw., Philos. Mag. J. 62: 440 (1823).
- Oileus minor (L.) Haw., Monogr. Narcissin.: 4 (1831).
- Narcissus pseudonarcissus var. minor (L.) Baker, Gard. Chron. 1869: 529 (1869).
- Narcissus exiguus Salisb., Prodr. Stirp. Chap. Allerton: 220 (1796).
- Narcissus pumilus Salisb., Prodr. Stirp. Chap. Allerton: 220 (1796).
- Ajax cuneiflorus Salisb., Trans. Hort. Soc. London 1: 343 (1812).
- Narcissus cuneiflorus (Salisb.) Link, Handbuch 1: 204 (1829).
- Ajax minimus Haw., Monogr. Narciss. 1: 1 (1831).
- Ajax nanus Haw., Monogr. Narciss. 2: 5 (1831).
- Ajax pumilus (Salisb.) Haw., Monogr. Narciss. 1: 3 (1831).
- Oileus pumilus (Salisb.) Haw., Monogr. Narcissin.: 4 (1831).
- Queltia pumila (Salisb.) Herb., Amaryllidaceae: 316 (1837).
- Narcissus nanus (Haw.) Spach, Hist. Nat. Vég. 12: 433 (1846).
- Hermione pumila (Salisb.) M.Roem., Fam. Nat. Syn. Monogr. 4: 234 (1847).
- Ajax parviflorus Jord. in A.Jordan & J.P.Fourreau, Icon. Fl. Eur. 3: 4 (1903).
- Narcissus parviflorus (Jord.) Pugsley, J. Roy. Hort. Soc. 58: 49 (1933).
- Narcissus provincialis Pugsley, J. Bot. 77: 334 (1939).[4]